# The Marathon Family
The Marathon Family è un film jugoslavo del 1982, diretto da Slobodan Šijan. È uno dei film più famosi in Serbia.

## Trama
1935: La famiglia Topalović, composta da 6 uomini di altrettante generazioni (le donne sono tutte morte di parto) in continua lite tra loro, è proprietaria di una ditta di pompe funebri fondata esattamente 100 anni prima. Il giorno in cui il patriarca muore (a più di 130 anni!), i parenti attendono con ansia l'apertura del testamento, sperando, ognuno di loro, di ottenere una parte dell'eredità. Ma i debiti che hanno contratto in tutti questi anni con il ladro di tombe Bili Piton pone i Topalović a doversi procurare subito un'ingente somma di denaro. I soldi vengono racimolati, però spariscono misteriosamente; l'ultimo componente della famiglia, il giovane Mirko, li ha rubati per poter sposare Kristina, figlia ninfomane di Piton. Non potendo più saldare il debito, i Topalović decidono di eliminare Piton e i suoi uomini; nella missione si aggrega anche il furibondo Mirko, che ha appena ucciso la sua fidanzata, dopo averla trovata nelle braccia di un altro. Il ragazzo, sviluppata un'incontenibile furia omicida, prende in mano le redini della famiglia, pronto a guidare padre, nonno, bisnonno e trisavolo in carrozzella verso lo sterminio di Piton e seguaci.

## Personaggi
La famiglia Topalović:
- Pantelija, il patriarca (sopra i 130 anni d'età);
- Maksimilijan, figlio del patriarca, inchiodato sulla sedia a rotelle e con il fucile carico sempre in mano (più di 100 anni)
- Aksentije, pluriottantenne figlio di Maksimilijan
- Milutin, figlio di Aksentije
- Laki, figlio di Milutin e padre di Mirko
- Mirko, il più giovane e il più ingenuo della famiglia, dopo aver scoperto la fidanzata con un altro uomo, matura un'incredibile consapevolezza nelle sue azioni, azioni che diventano una più criminale dell'altra.

La famiglia Piton
- Bili, ladro e fornitore di tombe, in rapporti lavorativi con i Topalovic
- Kristina, figlia di Bili e fidanzata di Mirko, viene strangolata da quest'ultimo a causa  della sua infedeltà.
- Gli uomini di Bili Piton; vengono trucidati nel finale dalla famiglia Topalovic.

Altri personaggi
- Djenka, proiezionista cinematografico ed aspirante regista pornografico, è l'amante di Kristina. Muore accidentalmente dentro un forno crematorio.

## Premi
Il film ha vinto nel 1982 il Premio della Giuria al Montreal World Film Festival.